# ماجد محمد
ماجد محمد (انگلیسی: Magid Mohamed؛ زاده ۱ اکتبر ۱۹۸۵ خرطوم) یک بازیکن فوتبال اهل قطر است. وی اصلیتی سودانی دارد
وی همچنین در تیم ملی فوتبال قطر بازی کرده‌است.